# Taeniopteryx stankovitchi
Taeniopteryx stankovitchi is een steenvlieg uit de familie vroege steenvliegen (Taeniopterygidae). De wetenschappelijke naam van de soort is voor het eerst geldig gepubliceerd in 1978 door Ikonomov.